# Carlos Jorge Augusto, Príncipe Hereditário de Brunsvique-Volfembutel
Carlos Jorge de Brunswick-Wolfenbüttel (8 de fevereiro de 1766 - 20 de setembro de 1806) foi o filho mais velho do duque Carlos Guilherme Fernando de Brunswick-Wolfenbüttel e irmão da princesa Carolina de Brunswick, esposa do rei Jorge IV do Reino Unido.

## Família
Carlos Jorge foi o segundo filho e primeiro varão do duque Carlos Guilherme Fernando de Brunswick-Wolfenbüttel e da princesa Augusta da Grã-Bretanha. As suas irmãs eram a princesa Augusta de Brunswick-Wolfenbüttel, esposa do rei Frederico I de Württemberg e a princesa Carolina de Brunswick-Wolfenbüttel, esposa do rei Jorge IV do Reino Unido. Os seus avós paternos eram Carlos I de Brunswick-Wolfenbüttel e a princesa Filipina Carlota da Prússia. Os seus avós maternos eram o príncipe Frederico de Gales e a princesa Augusta de Saxe-Gota.

## Vida

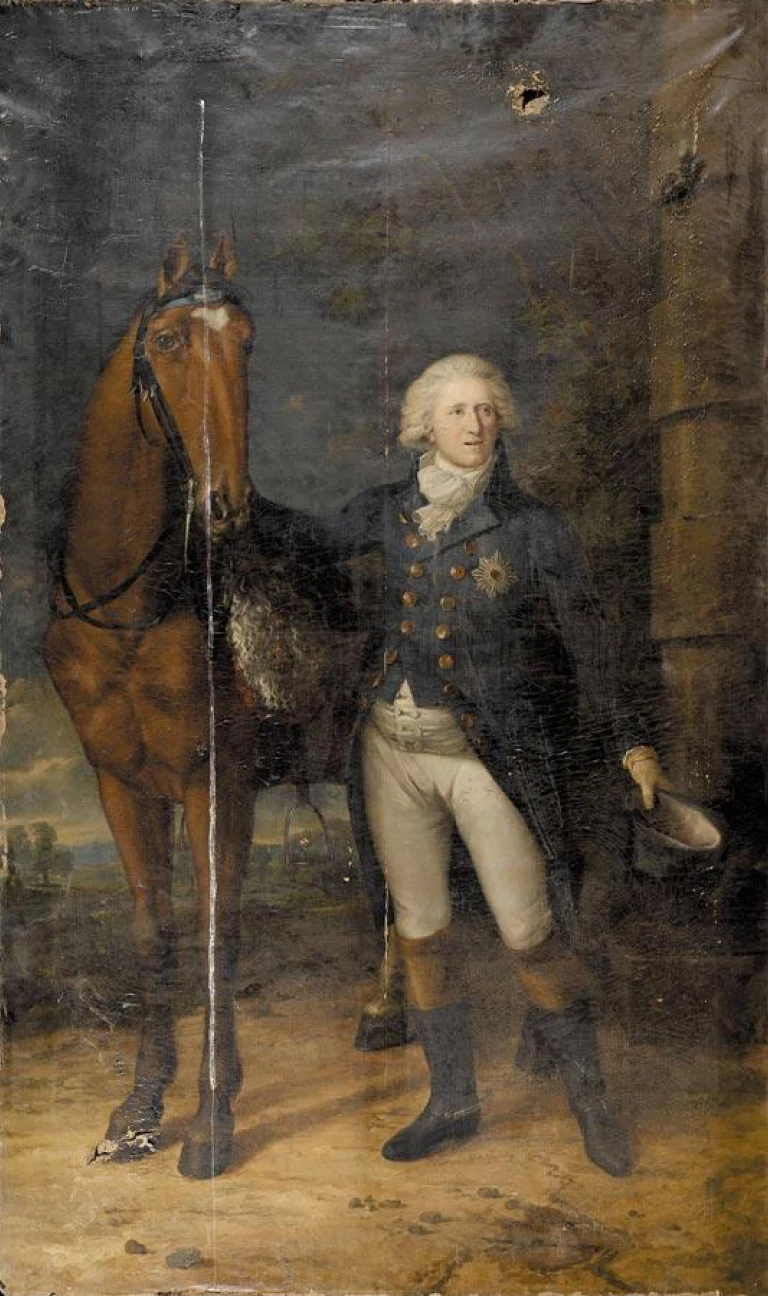
Carlos Jorge

Casou-se com a princesa Luísa Guilhermina de Orange-Nassau, filha do príncipe Guilherme V de Orange e da princesa Guilhermina da Prússia, no dia 14 de outubro de 1790. Do casamento não nasceram filhos.
Carlos sofria de um atraso mental e foi praticamente cego durante grande parte da sua vida e foi ajudado pela sua esposa até à sua morte, dezasseis anos depois. Morreu pouco antes do seu pai, no dia 20 de setembro de 1806.